# Vernonia candolleana
Vernonia candolleana là một loài thực vật có hoa trong họ Cúc. Loài này được Wight & Arn. miêu tả khoa học đầu tiên năm 1836.